# Peremoha (rejon łozowski)
Peremoha (ukr. Перемога) – wieś na Ukrainie, w obwodzie charkowskim, w rejonie łozowskim, w hromadzie Łozowa. W 2001 liczyła 534 mieszkańców, spośród których 492 wskazało jako ojczysty język ukraiński, 34 rosyjski, 2 białoruski, a 6 inny.